# (4376) Shigemori
(4376) Shigemori es un asteroide perteneciente al cinturón de asteroides, descubierto el 20 de marzo de 1987 por Tsuneo Niijima y el astrónomo Takeshi Urata desde el Ojima Observatory, Ojima, Japón.

## Designación y nombre
Designado provisionalmente como 1987 FA. Fue nombrado Shigemori En honor al samurai Taira no Shigemori  el hijo de Taira no Kiyomori.

## Características orbitales
Shigemori está situado a una distancia media del Sol de 2,231 ua, pudiendo alejarse hasta 2,583 ua y acercarse hasta 1,879 ua. Su excentricidad es 0,157 y la inclinación orbital 0,872 grados. Emplea 1217 días en completar una órbita alrededor del Sol.

## Características físicas
La magnitud absoluta de Shigemori es 13,5. Tiene 4,967 km de diámetro y su albedo se estima en 0,268.